# Gorges del Montdony
Les Gorges del Montdony és un congost al Montdony, un afluent del Tec, a la comuna nord-catalana dels Banys d'Arles i Palaldà, a la comarca del Vallespir.
Estan situades en el curs del Montdony a prop i al sud del poble dels Banys d'Arles. Són uns gorges curtes, d'uns 125 metres de llargària, orientades de sud a nord, seguint el curs de l'aigua. Estan obertes en el Roc de la Campana, esberlat pel mig pel Montdony.